# Indiscreet (FM)
Indiscreet è l'album d'esordio del gruppo musicale FM, pubblicato nel 1986.

## Tracce
1. "That Girl" - 3:55 (M. Goldsworthy/P. Jupp/A. Barnett)
2. "Other Side of Midnight" - 4:07 (M. Goldsworthy/P. Jupp)
3. "Love Lies Dying" - 4:46 (M. Goldsworthy/S. Overland/P. Jupp/C. Overland/D. Digital)
4. "Frozen Heart" - 5:07 (M. Goldsworthy/S. Overland/P. Jupp/C. Overland/D. Digital)
5. "American Girls" - 4:06 (S. Overland/C. Overland)
6. "Hot Wired" - 4:49 (M. Goldsworthy)
7. "Face to Face" - 4:37 (S. Overland/C. Overland/P. Jupp)
8. "I Belong to the Night" - 4:17 (S. Overland/C. Overland)
9. "Heart of the Matter" - 4:27 (S. Overland/C. Overland)

## Formazione
- Steve Overland - voce, chitarra
- Merv Goldsworthy - basso
- Pete Jupp - batteria
- Chris Overland - chitarra
- Didge Digital - tastiera